# 1874 a labdarúgásban
Ez a szócikk 1874 labdarúgással kapcsolatos eseményeit mutatja be.

## Események
- február 10. – Az Angol labdarúgó-szövetség által továbbképzett bíróknak köszönhetően a labdarúgásban bevezették a kiállítást. Korábban ilyen esetben csak a csapatkapitányt állították ki.
- március 7. – A glasgowi Hamilton Crescenten Skócia története során először legyőzi Angliát 2–1 arányban.
- március 14. – Az Oxford University FC nyeri az FA Kupát. Az ellenfél a  Royal Engineers AFC volt, az eredmény 2–0.
- március 21. – Az első Skót Kupa döntőjét a Queen's Park FC nyeri, a Clydesdale FC 2–0-s legyőzésével.

## 1874-ben alapított labdarúgóklubok
- Aston Villa FC
- Bishop's Stortford FC
- Bolton Wanderers FC, Christ Church FC néven.
- Grantham Town FC
- Greenock Morton FC
- Hamilton Academical FC
- Heart of Midlothian FC
- Macclesfield Town FC
- Nortwich Victoria FC

## Születések
- április 20. – Steve Bloomer, angol labdarúgó
- április 25. – Thomas Booth, angol labdarúgó
- július 30. – Billy Meredith, francia labdarúgó
- november 2. – Thomas Baddeley, angol labdarúgó
- november 2. – Herbert Banks, angol labdarúgó
- december 31. – Walter Bennett, angol labdarúgó

## Halálozások
- március 14. – Alfred Goodwyn, angol labdarúgó